# فیلا ایلمیایی
فیلا ایلمیایی (یونانی: Φίλα τῆς Ἐλίμειας) خواهر درداس و ماخاتاس ایلمیایی و زن اول یا دوم فیلیپ دوم مقدونی بود.